# Nectarià

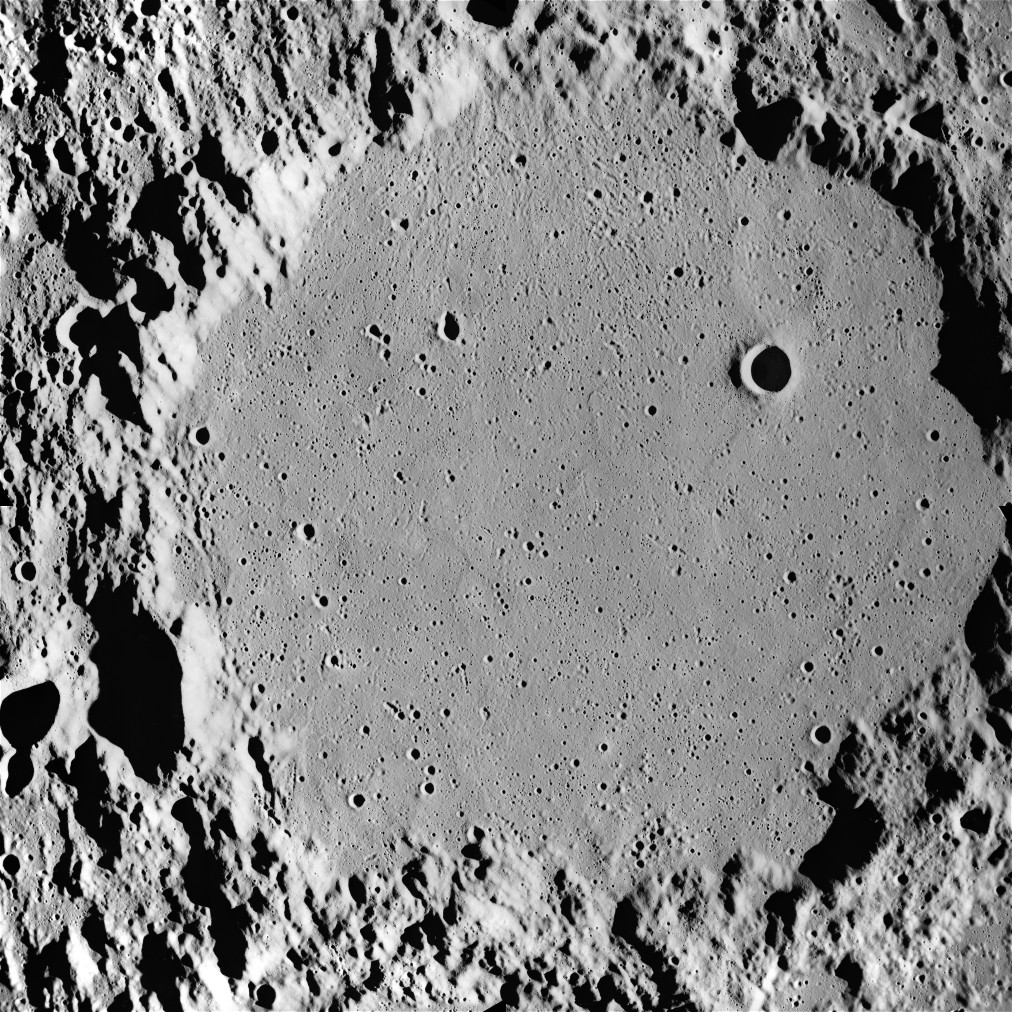
Cràter Ptolemeu, format en aquest període

El Nectarià és un període de l'escala geològica lunar que comprèn el temps entre fa 3.920 i 3.850 milions d'anys. Durant aquest període es formaren el Mare Nectaris i altres mars lunars a causa del gran cataclisme lunar. Els residus de l'impacte nectarià formen la part superior del terreny ple de cràters que es troba als altiplans lunars. S'acaba amb la formació de la conca d'impacte Imbrium.
La Lluna té una gran quantitat de registres litològics i estructurals anteriors als 3800 milions d'anys. Aquesta època es caracteritzà pels grans impactes, per aquest motiu a la Terra l'era equivalent s'ha anomenat Hadeà. La Terra, com la Lluna, es degué veure afectada per grans impactes. Però a la superfície de la Terra, no en queden gaire traces visibles com que van desaparéixer pels moviments tectònics i l'erosió mentrestant a la Lluna es van conservar.